# دوستان من
دوستان من (ایتالیایی: Amiche mie) یک مجموعهٔ تلویزیونی کمدی ایتالیایی است که در سال ۲۰۰۸ منتشر شد.

## گزیدهٔ بازیگران
- مارگریتا بوی
- النا سوفیا ریچی
- لویزا رانیری
- چچیلیا داتسی
- گوئیدو کاپرینو
- النا روسو
- استفانو پشه
- گایا برمانی آمارال
- پینو کوارتولو
- باربارا بوشه
- لیلو و گرگ